# Bellagio (hotel i kasyno)
Bellagio – superluksusowy hotel i kasyno, położony przy ulicy Las Vegas Strip w Paradise, w stanie Nevada. Wybudowany został w miejscu zburzonego kompleksu wypoczynkowego Dunes i stanowi część MGM Resorts International, będąc jednocześnie najważniejszym obiektem należącym do korporacji. 
Inspirowany otoczeniem jeziora Como we włoskim mieście Bellagio, hotel znany jest ze swojej elegancji. Do głównych atrakcji kompleksu należy 3.2–hektarowe, ulokowane pomiędzy budynkiem Bellagio a Las Vegas Strip, sztuczne jezioro, w którym znajdują się słynne Fountains of Bellagio, czyli ogromne fontanny synchronizowane z muzyką. Na przestrzeni lat stały się one jednym z najbardziej rozpoznawalnych symboli Las Vegas. 
Wewnątrz Bellagio znajduje się kompozycja Fiori di Como autorstwa Dale'a Chihuly'ego, złożona z ponad 2.000 kwiatów z dmuchanego szkła, które zdobią 190 m² sufitu w lobby. Hotel jest również „domowym” obiektem dla sztuki O Cirque du Soleil.
Bellagio został wyróżniony pięcioma diamentami AAA, a także otrzymał ocenę pięciu gwiazdek Mobila i uważany jest za jeden z najbardziej luksusowych hoteli na świecie.

## Historia

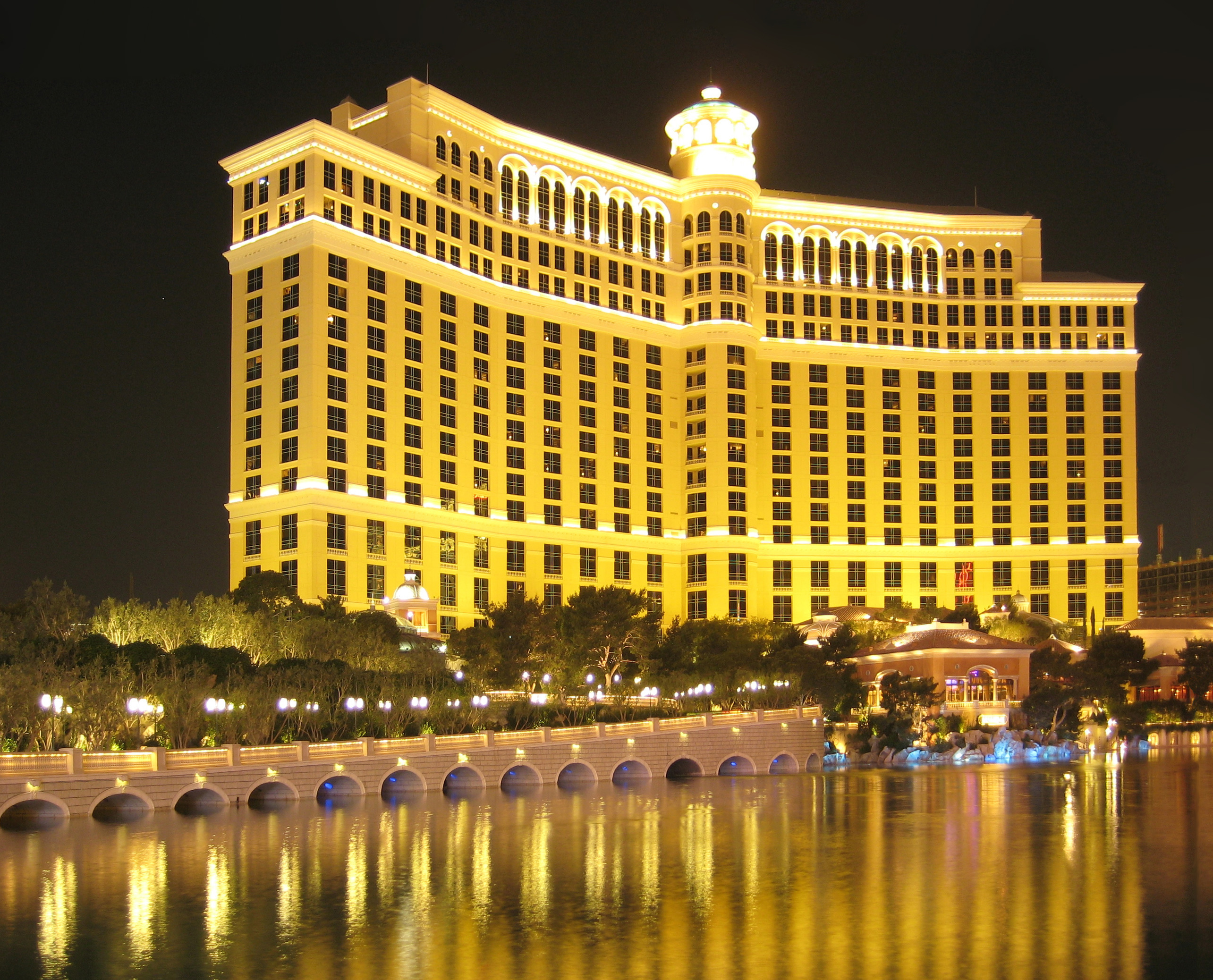
Bellagio nocą

Inwestor Steve Wynn zakupił hotel Dunes, po czym w 1993 roku wyburzył go, a należąca do niego korporacja Mirage Resorts, Inc. rozpoczęła budowę nowego obiektu w jego miejscu. Bellagio został zaprojektowany przez DeRuytera Butlera oraz Atlandia Design. Koszt konstrukcji kompleksu wyniósł 1,6 miliard dolarów, czyniąc z Bellagio najdroższy hotel na świecie w tamtym okresie. W obiekcie zatrudnionych jest około 10 tysięcy osób.
Otwarcie Bellagio nastąpiło 15 października 1998 roku, tuż przed godziną 23, a koszt oficjalnej ceremonii wyniósł 88 milionów dolarów. Zaproszone na uroczystość VIPy wsparły Foundation Fighting Blindness poprzez uiszczenie opłaty tysiąca dolarów od osoby oraz 3.5 tysięcy dolarów od pary.
Część rozrywkowa ceremonii otwarcia rozpoczęła się 40–minutową przemową Steve’a Wynna, a kontynuowana była przez premierę produkcji O Cirque du Soleil. Poza tym na scenie pojawili się nowojorscy wokaliści i komicy Michael Feinstein, George Bugatti i John Pizarrelli. 

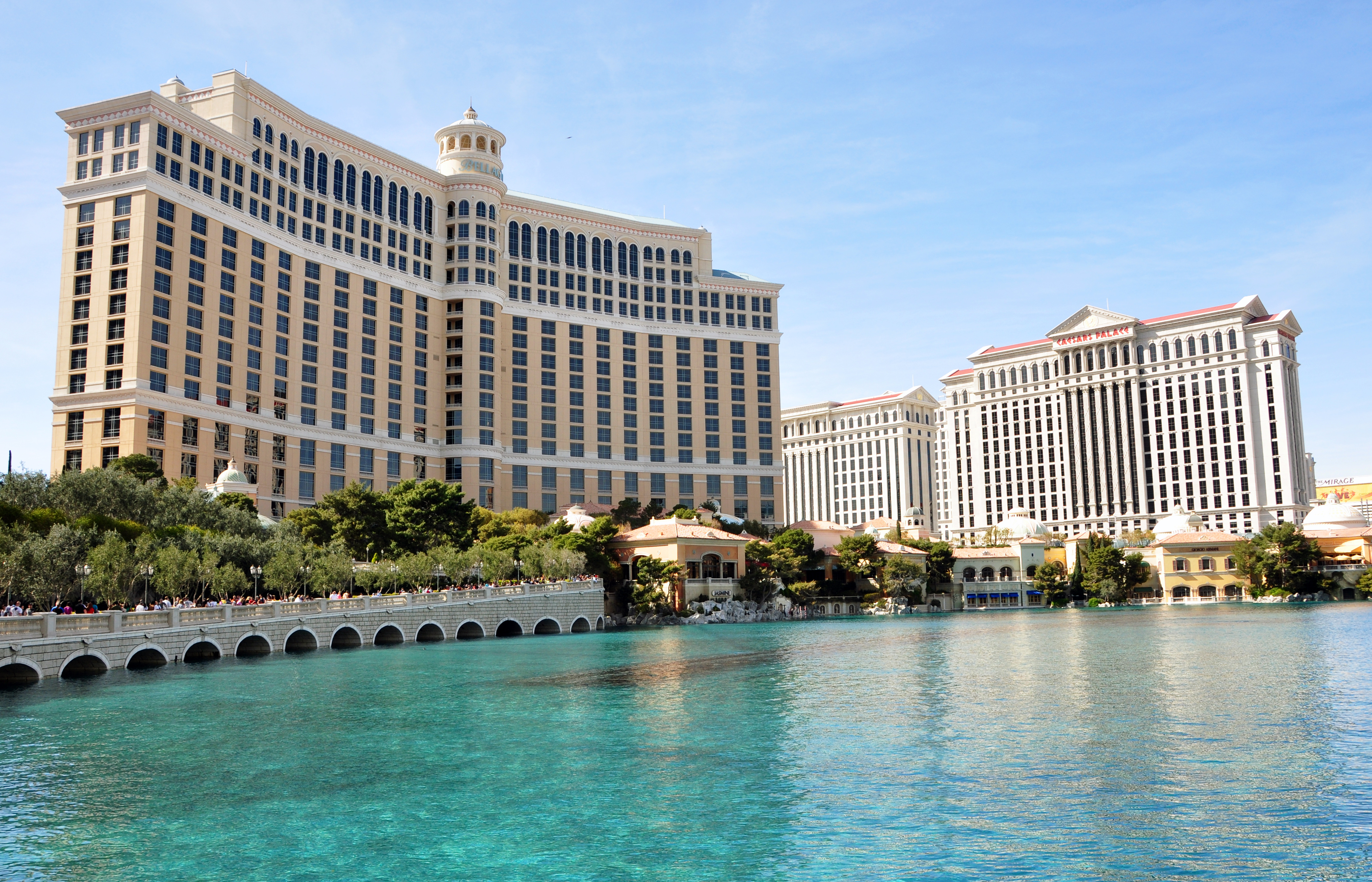
Bellagio i Caesars Palace

W 2000 roku Bellagio stał się własnością MGM Mirage, kiedy to Mirage Resorts porozumiał się z MGM Grand Inc. w kwestii stworzenia wspólnej marki. W 2010 roku jej nazwa została zmieniona z MGM Mirage na MGM Resorts International, a korporacja rozpoczęła działalność międzynarodową.
Jesienią 2006 roku renowację przeszła podłoga kasyna, zaś dla członków obsługi zaprojektowano nowe, bardziej eleganckie stroje.

### Bellagio w filmie
- Bellagio i jego słynne fontanny ukazane zostały w filmach Pokerowy blef (2007) oraz 21 (2008).
- W obrazie Ocean’s Eleven: Ryzykowna gra z 2001 roku, Bellagio był jednym z trzech kasyn (wraz z MGM Grand i Mirage) należących do Terry’ego Benedicta (Andy García), które stały się celem rabunku głównych bohaterów.
- W Ocean’s Thirteen z 2007 roku, Daniel Ocean (George Clooney) mówi o hotelu Dunes (który w przeszłości znajdował się w tym samym miejscu, co Bellagio), stojąc przed Fountains of Bellagio wraz z Rustym Ryanem (Brad Pitt). W finałowej scenie główni bohaterowie wspólnie oglądają fontannowe show Bellagio, nim odchodzą w różnych kierunkach.
- W filmie 2012, Bellagio, wraz z całą ulicą The Strip, ulega całkowitemu zniszczeniu.
- Fontanny przed Bellagio ukazane są w pierwszych scenach komedii Kac Vegas z 2009 roku. Z kolei pod koniec filmu, Doug (Justin Bartha) znajduje w swojej kieszeni żetony z kasyna Bellagio o wartości 80.000 dolarów.

## Atrakcje

### Fountains of Bellagio

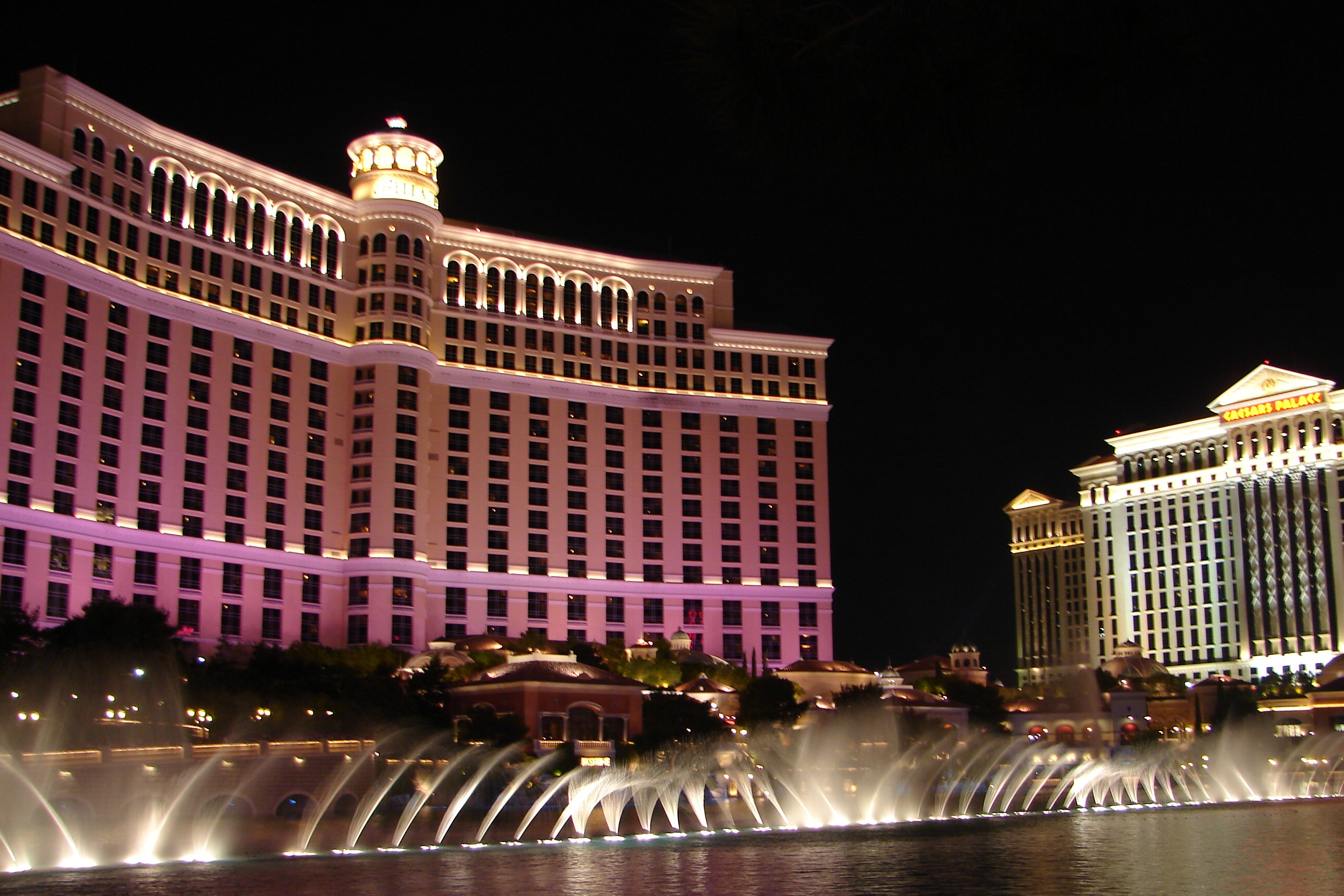
Bellagio i Caesars Palace

Fountains of Bellagio, to muzyczne fontanny, których show polega na synchronizacji wody ze światłem oraz muzyką. Jako że znajdują się one przed frontowym wejściem do Bellagio, widoczne są zarówno z Las Vega Strip, jak i sąsiedzkich budynków. Show rozpoczyna się każdego popołudnia i trwa aż do północy, jednakże zdarza się, że z powodu pogody, a głównie dużego wiatru, jest odwoływane. W większości takich przypadków hotel stara się nie przerywać działania fontann, wykorzystując mniejszą energię wodną, a na całkowitą rezygnację z programu decyduje się jedynie w skrajnych okolicznościach. Przed startem pokazu zmieniają się między innymi odcienie świateł oświetlających wieżę hotelową, zwykle na fioletowe lub czerwono-biało-niebieskie, w zależności od typów muzyki, które obejmują utwory takich artystów, jak m.in.: Elvis Presley, Andrea Bocelli, Frank Sinatra i Gene Kelly.

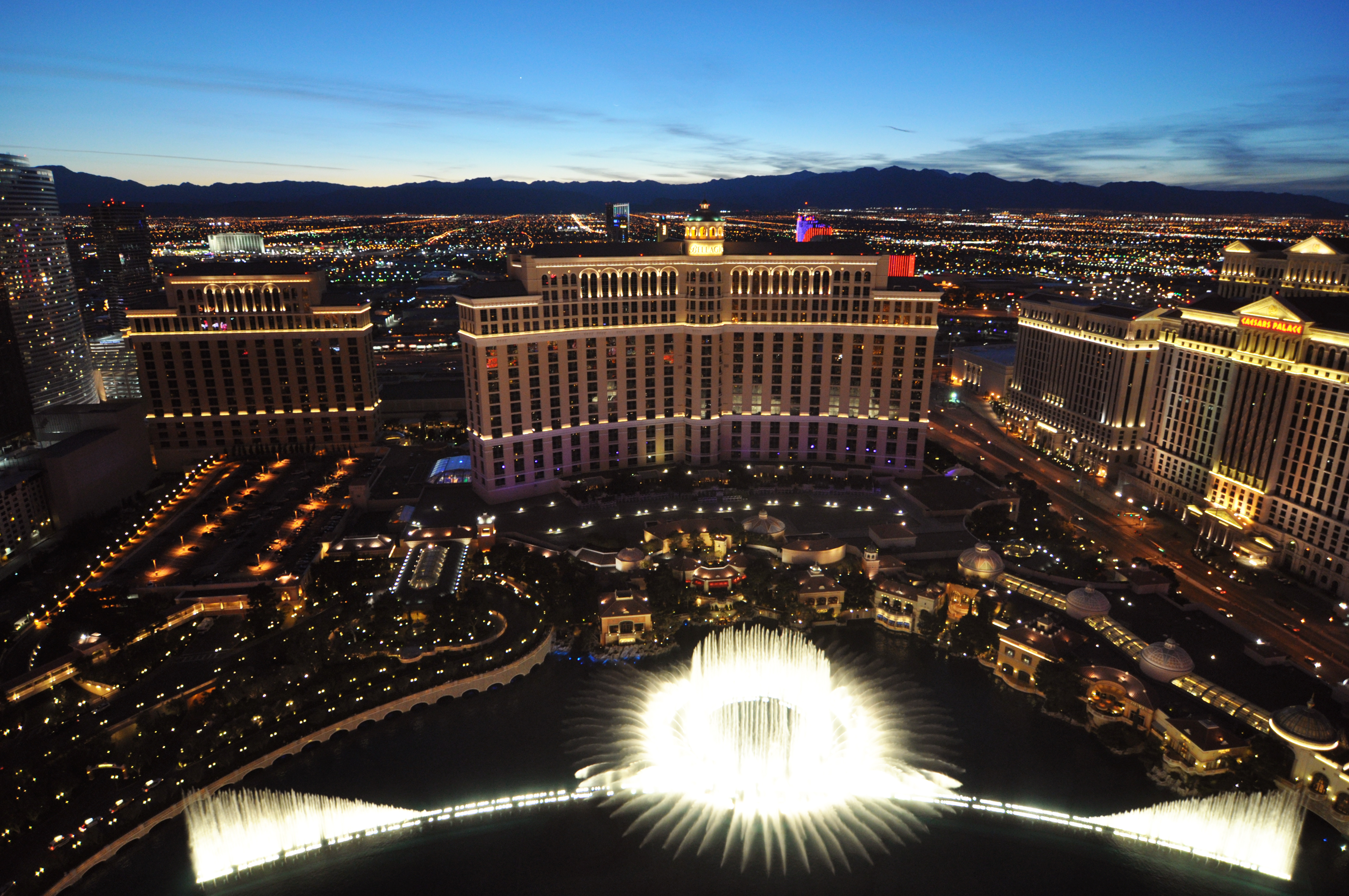
Fontanny nocą, widziane z hotelu Paris Las Vegas

Fontanny umiejscowione są w 3.6-hektarowym sztucznym jeziorze. Wbrew miejskiej legendzie, nie jest ono wypełnione szarą wodą z hotelu, tylko czystą wodą dostarczaną poprzez system wykorzystywany dekady wcześniej w celu nawodnienia pola golfowego, które istniało w tym miejscu w przeszłości. Fontanny połączone są siecią rurek, z ponad 1.200 dysz, które umożliwiają koordynację wody z ponad 4.500 światłami. Szacuje się, że koszt budowy Fountains of Bellagio wyniósł 75 milionów dolarów. 
Do utworów, z którymi zsynchronizowane są fontanny należą m.in.: „One” (z filmu Chór), „Singin' in the Rain”, „Luck Be a Lady”, „Con Te Partirò (Time to Say Goodbye)”, „It's Beginning to Look a Lot Like Christmas”, „The Most Wonderful Time of the Year”, „Santa Baby”, „God Bless the USA”, „Star Spangled Banner”, „My Heart Will Go On”, „Fly Me to the Moon”, „Overture and All that Jazz” oraz „Miłość w Las Vegas”.

### Konserwatorium i ogrody botaniczne
W skład Bellagio wchodzi również konserwatorium i ogrody botaniczne. Ich wystrój oraz wystawy zmieniają się pięć razy w roku i odzwierciedlają aktualny sezon (zimowy, chińskiego Nowego Roku, wiosny, lata oraz jesieni). 

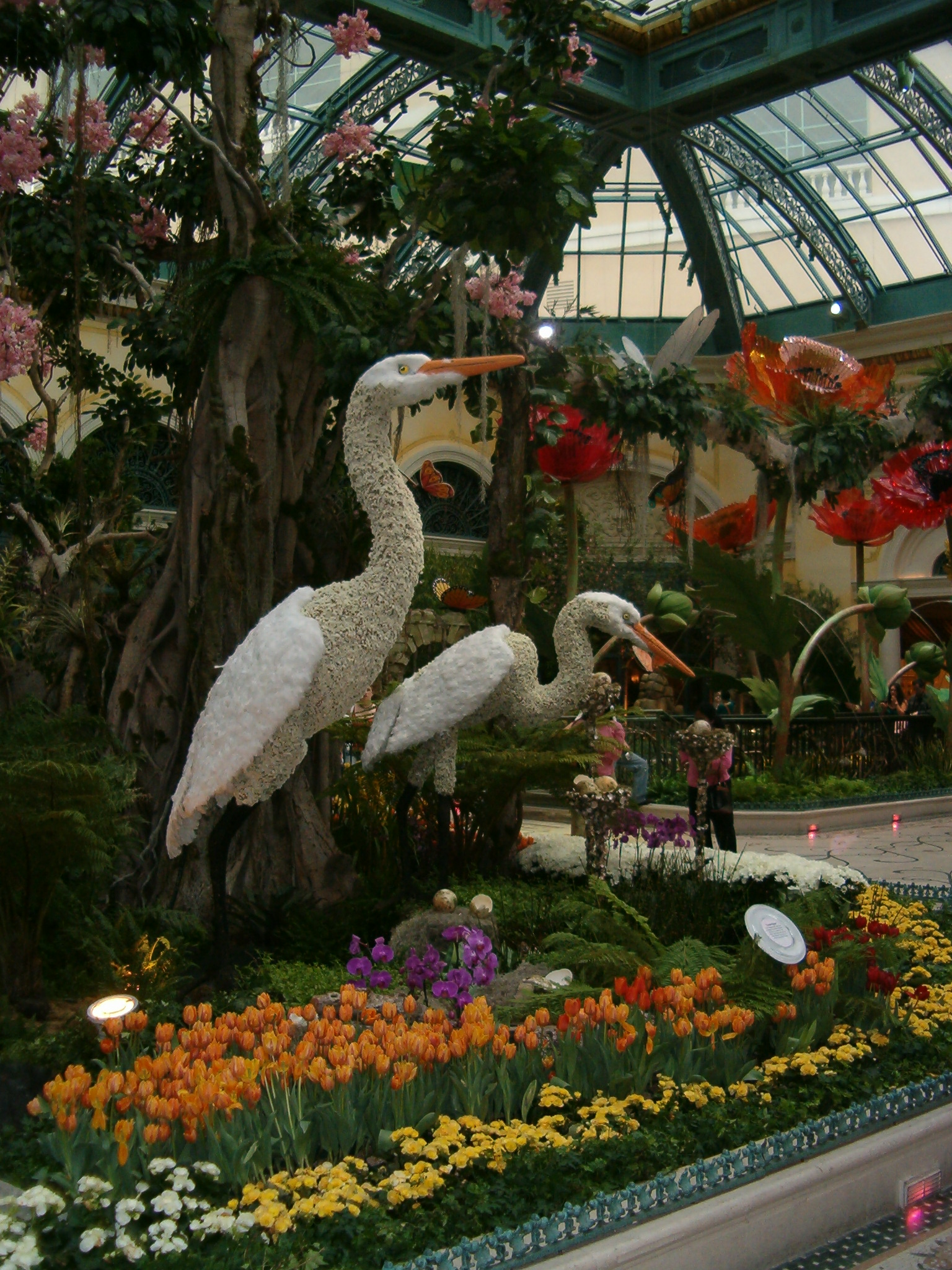
Konserwatorium
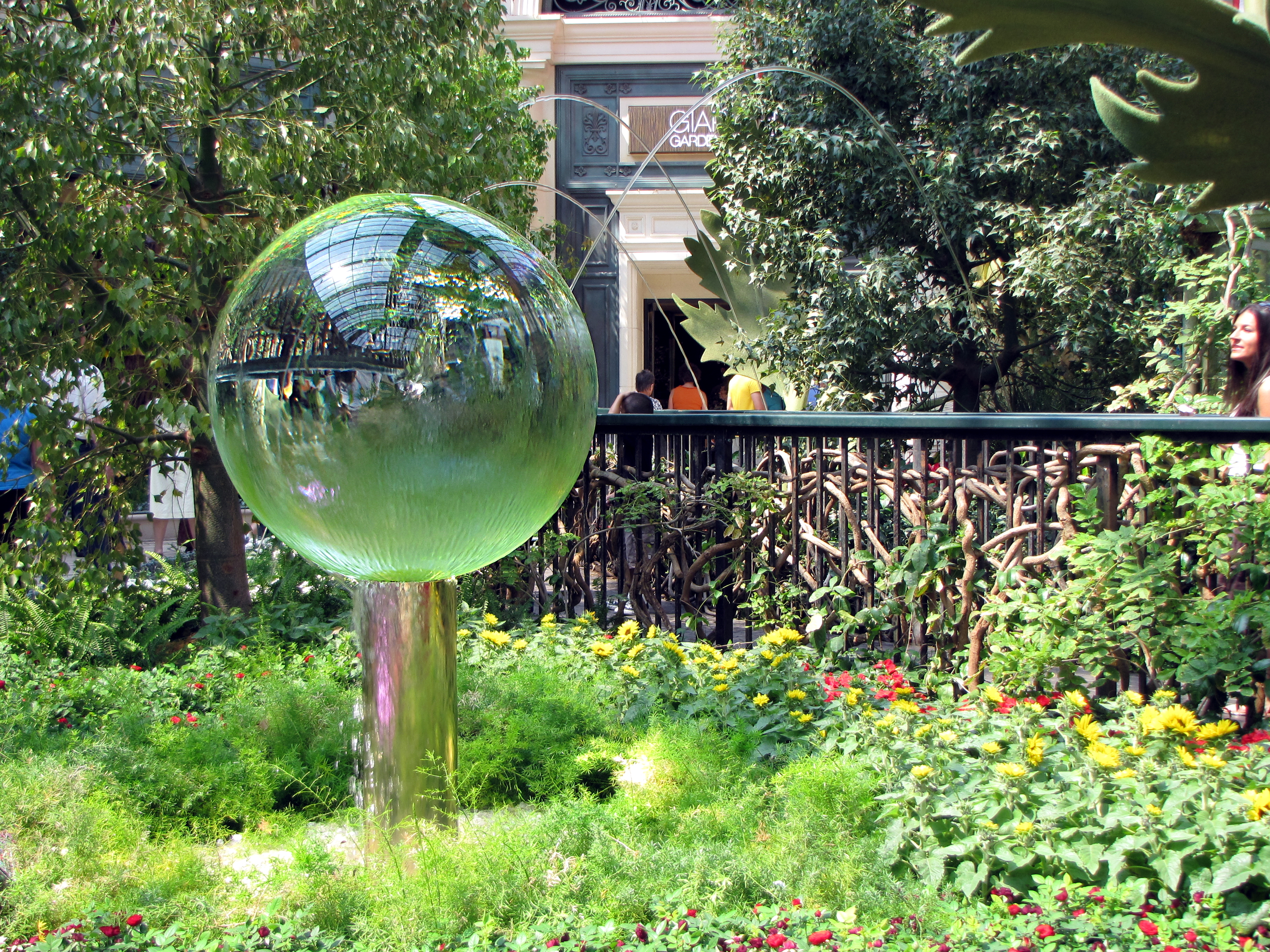
Letnia wystawa w ogrodzie botanicznym